# Iwanowo (obwód Chaskowo)
Iwanowo (bułg. Иваново) – wieś w południowej Bułgarii, w obwodzie Chaskowo, w gminie Charmanli.